# 오누키정 (이바라키현)
오누키정(大貫町)은 이바라키현 히가시이바라키군에 일찍이 존재했던 정이다.

## 지리
- 현재 오아라이초의 중부에 위치한다.
- 촌은 태평양에 접해 있으며, 오누마강 동쪽 기슭에 위치하여 태평양과 오누마강에 끼어 있는 형태이다.

## 역사
- 1889년 4월 1일 - 정촌제 시행에 의해 오누키촌이 단독으로 촌제를 시행해 히가시이바라키군 오누키촌이 성립하였다.
- 1894년 1월 26일 - 정으로 승격해 오누키정이 되었다.
- 1954년 11월 3일 - 이소하마정과 합병해 오이라이정이 성립하여, 오누키정은 소멸하였다.

## 인구
| 1891년 | 2,202 |
| 1920년 | 2,829 |
| 1935년 | 3,407 |
| 1950년 | 5,079 |

## 교통

### 철도
- 이바라키 교통
  - 스이힌선

### 도로
- 2급국도
  - 국도 제124호선

## 참고문헌
- 『角川日本地名大辞典 8 茨城県』角川書店（1983年）